# Saint-Xandre
Saint-Xandre ist eine französische Gemeinde mit 5531 Einwohnern (Stand: 1. Januar 2022) im Département Charente-Maritime in der Region Nouvelle-Aquitaine. Sie gehört zum Arrondissement La Rochelle und zum Kanton Lagord. Die Bewohner nennen sich Saint-Xandrais(es).

## Geographie
Saint-Xandre liegt etwa sieben Kilometer nordöstlich von La Rochelle in der Aunis-Ebene. Umgeben wird Saint-Xandre von den Nachbargemeinden Villedoux im Norden, Saint-Ouen-d’Aunis im Osten, Sainte-Soulle im Südosten, Dompierre-sur-Mer im Süden, Puilboreau im Südwesten, Nieul-sur-Mer im Westen und Marsilly im Nordwesten.

## Geschichte
Der Name des Ortes leitet sich vom heiligen Candidus ab. 

### Bevölkerungsentwicklung
| Jahr      | 1962 | 1968 | 1975 | 1982 | 1990 | 1999 | 2006 | 2011 |
| Einwohner | 1285 | 1413 | 2135 | 2987 | 3279 | 4121 | 4470 | 4429 |

## Sehenswürdigkeiten

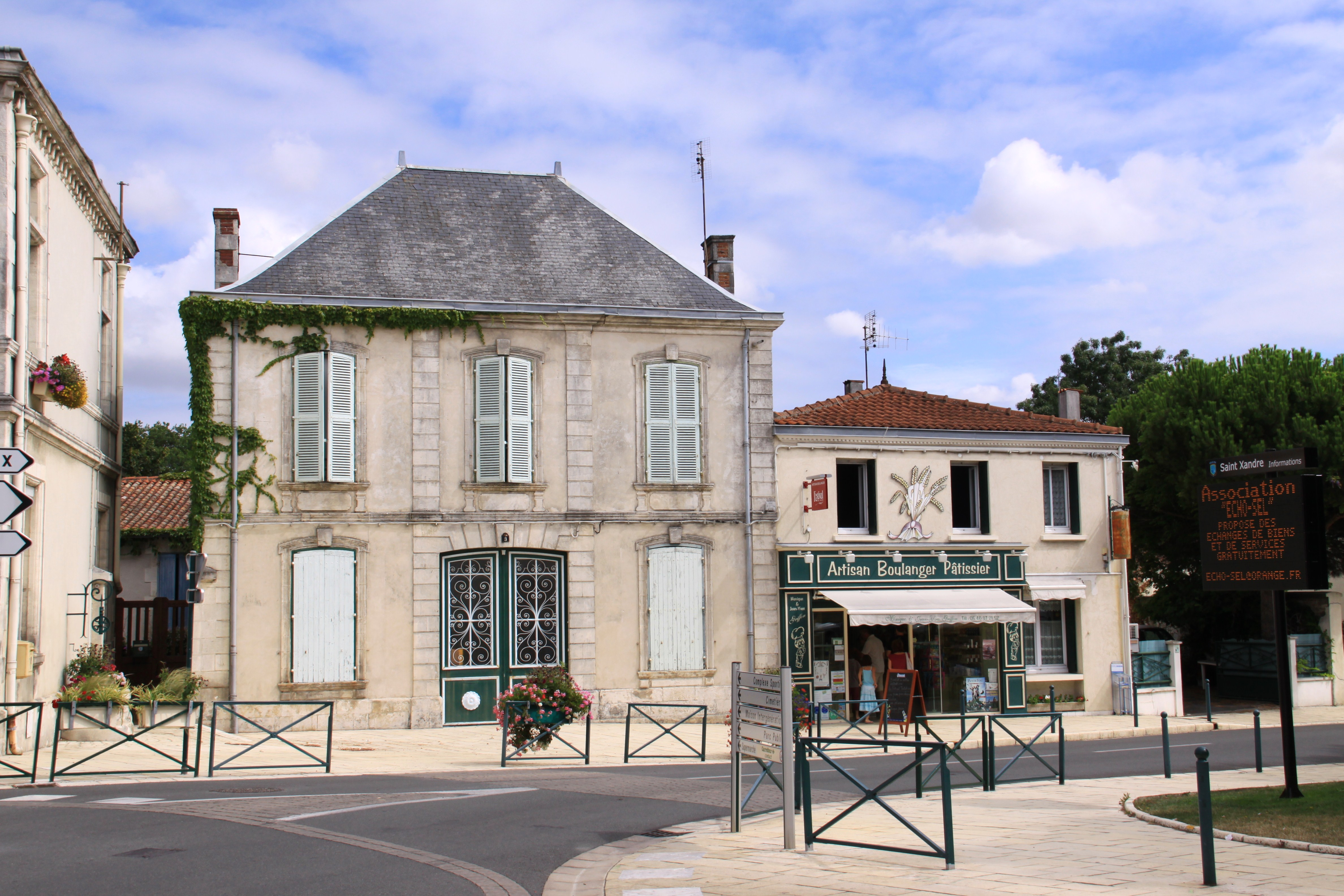
Bürgerhaus in Saint-Xandre

Siehe auch: Liste der Monuments historiques in Saint-Xandre
- Schloss Sauzaie, im 17. Jahrhundert gebaut, bei der Belagerung von La Rochelle von Kardinal Richelieu genutzt
- Rathaus
- Bürgerhäuser